# Spilaio Kastrion
Spilaio Kastrion este o arie protejată (arie specială de conservare — SAC, sit de importanță comunitară — SCI) din Grecia întinsă pe o suprafață de 313,63 ha, integral pe uscat.

## Localizare
Centrul sitului Spilaio Kastrion este situat la coordonatele 37°56′55″N 22°08′30″E / 37.948635°N 22.14153°E.

## Înființare
Situl Spilaio Kastrion a fost declarat sit de importanță comunitară în august 1996 pentru a proteja 2 specii de animale. Situl a fost protejat și ca arie specială de conservare în martie 2011.

## Biodiversitate
Situată în ecoregiunea mediteraneană, aria protejată conține 3 habitate naturale: Pante stâncoase calcaroase cu vegetație casmofită, Peșteri inaccesibile publicului, Păduri de Platanus orientalis și Liquidambar orientalis (Platanion orientalis).
La baza desemnării sitului se află mai multe specii protejate:
- pești (1): Barbus peloponnesius
- reptile (1): Testudo marginata

Pe lângă speciile protejate, pe teritoriul sitului au mai fost identificate 7 specii de plante, 1 specie de amfibieni, 1 specie de mamifere, 1 specie de nevertebrate, 1 specie de pești, 4 specii de reptile.